# Iwan Klejmionow
Iwan Tierentjewicz Klejmionow (ros. Иван Терентьевич Клеймёнов, ur. 30 marca?/11 kwietnia 1899 w Starej Surawie w guberni tambowskiej, zm. 10 stycznia 1938 w Moskwie) – dyrektor Reaktywnego Instytutu Naukowo-Badawczego Ludowego Komisariatu Przemysłu Obronnego ZSRR, inżynier wojskowy, pionier techniki rakietowej w ZSRR.

## Życiorys
W 1918 ukończył męskie gimnazjum, od 1918 służył w Armii Czerwonej, został kursantem kursów artyleryjskich, pracował w sztabie 3 Armii Frontu Wschodniego wojny domowej w Rosji. Od 1919 należał do RKP(b), w kwietniu 1919 został odkomenderowany na kursy agitatorskie WCIK, a od sierpnia 1919 do maja 1920 szkolił się w Akademii Wojskowo-Gospodarczej Armii Czerwonej, potem pracował w nadzwyczajnym zarządzie rady obrony robotniczo-chłopskiej ds. zaopatrzenia Frontu Południowo-Zachodniego jako pełnomocnik ds. zaopatrzenia 14 Armii. Na początku 1921 rozpoczął studia matematyczne na Wydziale Fizyczno-Matematycznym 1 Moskiewskiego Uniwersytetu Państwowego, jednocześnie pracował w Ludowym Komisariacie Handlu Zagranicznego, a od 1923 studiował na Wydziale Inżynieryjnym Akademii Floty Powietrznej im. Żukowskiego, którą ukończył w 1928 jako wojskowy inżynier-mechanik floty powietrznej. W 1929 w związku z dobrą znajomością niemieckiego został komenderowany do przedstawicielstwa handlowego w Berlinie jako starszy inżynier działu inżynieryjnego. Mieszkał w Berlinie wraz z żoną i córkami, wyjeżdżał też do innych miast Niemiec i innych państw Europy. Po powrocie do ZSRR w maju 1932 został szefem laboratorium gazodynamicznego Zarządu Artyleryjskiego Armii Czerwonej, na bazie którego 21 września 1933 został utworzony w Moskwie pierwszy na świecie Reaktywny Instytut Naukowo-Badawczy, którego dyrektorem został Klejmionow, a zastępcą dyrektora Siergiej Korolow. W maju 1936 otrzymał rangę wojskowego inżyniera 1 rangi. Wniósł duży wkład w stworzenie radzieckiego systemu rakietowego, w tym rakiet Katiusza. Jego współpracownikiem był główny inżynier instytutu, Gieorgij Langemak.
2 listopada 1937 na skutek donosu został aresztowany przez NKWD i oskarżony o szpiegostwo na rzecz Niemiec i sabotaż. 10 stycznia 1938 został skazany przez Wojskowe Kolegium Sądu Najwyższego ZSRR pod przewodnictwem Wasilija Ulricha na śmierć przez rozstrzelanie; wyrok wykonano tego samego dnia. 11 czerwca 1955 został pośmiertnie zrehabilitowany, a 21 czerwca 1991 postanowieniem prezydenta Michaiła Gorbaczowa uhonorowany tytułem Bohatera Pracy Socjalistycznej i Orderem Lenina. Jego imieniem nazwano krater na Księżycu.